# Anders af Botin
Anders af Botin, född 15 mars 1724 i Södra Möre i Kalmar län, död 22 september 1790, var en svensk ämbetsman, arkivman och hävdatecknare.
af Botin blev extra ordinarie assessor 1756 och assessor i Antikvitetsarkivet 1758 och kammarråd 1762. Han adlades 1767 och blev ledamot av Svenska Akademien 1786. af Botin invaldes 1770 som ledamot nummer 187 av Kungliga Vetenskapsakademien och den 25 januari 1773 blev han ledamot av Kungliga Vitterhets Historie och Antikvitets Akademien.
Vid sidan av ämbetsgöromålen ägnade han sig åt historiskt författarskap. Av en planerad serie levnadsteckningar, Stora och namnkunniga svänska mäns lefverene, fullbordades endast två, Styrbjörns (1750) och Birger Jarls (1754) om Birger Jarl. Ofullbordat blev även hans mest betydande verk Beskrifvning om svenska hemman och jordagods (1755–1756), en framställning av den svenska kameralismen som baserades på omfattande källstudier. Han arbetade även som flera andra vid denna tid på en svensk rikshistoria, och utgav ett Utkast till svenska folkets historia (1757–1764), sträckande sig från förhistorien till Gustav Vasas tid. Under titeln Svenska folkets historia utkom 1789–1792 en omarbetad upplaga av detta verk som omfattade tiden fram till 1250.
Som historiker hade han en klar blick för förstahandskällornas betydelse. Han skilde sig därmed från Olof von Dalin som han delvis småaktigt, men också berättigat, kritiserade. Botins stil hade sina förtjänster men uppfattades även av många som alltför konstlad. I polemik med von Dalin publicerade han 1771 sin Anmärkningar vid... O. v. Dalins Svea rikes historia. Uppmärksammad blev hans språklära Svenska språket i tal och skrift (1777)., där han förordade en stavningsreform med motiveringen: "Ögat bör se vad örat hör".